# Sangue e solo

Um logo do Blut und Boden da Alemanha Nazista.

Sangue e solo, na expressão alemã Blut und Boden, é uma expressão retraçável desde o fim do século XIX, associada a ideologias nacionalistas e biologicistas especialmente na Alemanha. Ela expressa a síntese dos dois elementos fundamentais na constituição da etnicidade segundo tais ideologias: O sangue representa a consanguinidade, a descendência. O solo representa a origem ou proveniência geográfica.

## NoTerceiro Reich
Blut und Boden foi também um princípio professado por Adolf Hitler para prover uma justificativa moral para a expulsão dos judeus e outros povos não-germânicos. Hitler adotou princípios correntes no pensamento nacionalista da época, que ganharam força com a crise após o fim da Primeira Guerra Mundial. Essas vertentes ideológicas foram embasadas por obras como:
- Essai sur l'inégalité des races humaines (Ensaio sobre a desigualdade das raças humanas) do Conde Arthur de Gobineau (1853);[2]
- Hereditary Genius: An Inquiry into Its Laws and Consequences de Francis Galton (1870);[2]
- The Passing of the Great Race de Madison Grant (1916/1924);[3]
- The Rising Tide of Color Against White World Supremacy de Lothrop Stoddard (1920).[2]

Richard Walther Darré popularizou a frase na época da ascensão da Alemanha Nazista. Darré foi um membro influente do Partido Nazista e um destacado teórico racial que ajudou o partido a conquistar apoio entre as pessoas comuns do povo alemão.